# Drapeau de Querétaro
 (avril 2024).
Le drapeau de Querétaro comprend les armoiries de la collectivité sur un fond blanc. La proportion entre la largeur et la longueur du drapeau est de quatre à sept.

## Composition et symbolisme

### Couleurs
| Système de couleur | Blanc | Blanc       |
| ------------------ | ----- | ----------- |
| Pantone            |       | 3425c       |
| RGB                |       | 255-255-255 |
| CMYK               |       | 0-0-0-0-0   |
| RGB Hex.           |       | FFFFFF      |